# Ids Wiersma

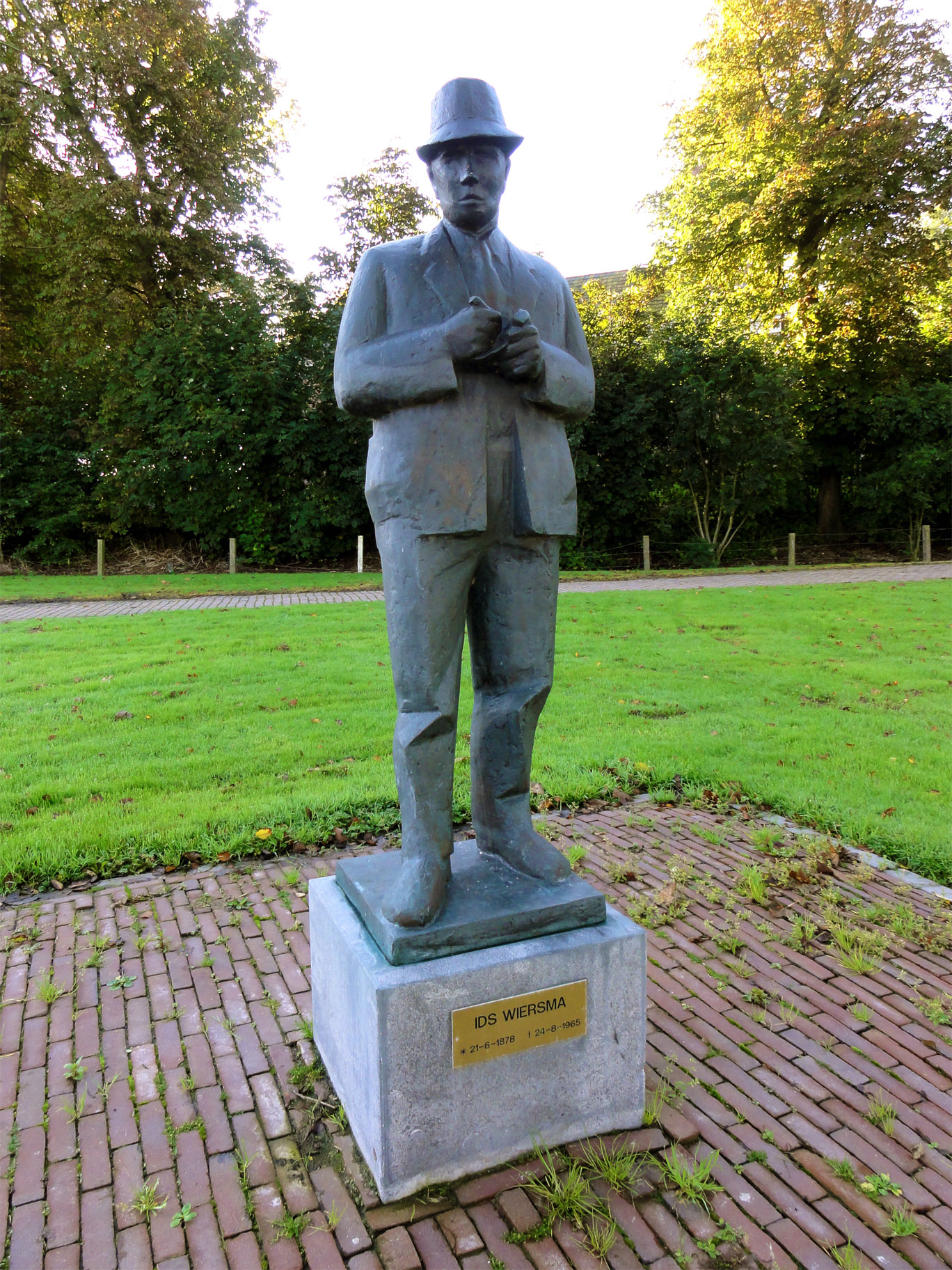
Standbild Ids Wiersma, Brantgum

Ids Wiersma  (* 21. Juni 1878 in Brantgum; † 24. August 1965 in Dokkum) war ein niederländisch-friesischer Illustrator, Lithograf, Maler, Radierer und Zeichner von Dörfern, Innenansichten, Landschaften, Porträts und Städten. Ab 1930 konzentrierte Ids seine künstlerische Tätigkeit auf die Darstellung des ländlichen Lebens.

## Leben
Geboren als Sohn des Arbeiters Doeke Goslings Wiersma und Eke Idzes (geborene Koopmans) wuchs er in bescheidenen Verhältnissen auf und zeichnete in jungen Jahren eine Serie von Zeichnungen für seine kranke Schwester Aaltje. Sein Bruder Gosling wurde später ein überzeugter Sozialist.
Im Frühjahr 1891 empfahl der Maler Petrus Cornelis Houtman (1853–1933) Ids, sich vertieft mit der Malerei zu beschäftigen. Ab 1895 arbeitete Ids bei dem Maler Leyenaar und erlernte den grundlegenden Umgang mit Farbe. In dieser Zeit begutachteten Hendrik Willem Mesdag und Jozef Israëls Ids’ bis dahin entstandenen Arbeiten und regten ein Kunststudium in Den Haag an.

## Gemälde (Auswahl und Rezeption)
- Aus industrieller Sicht dokumentierte Ids in dem 1911 entstandenen Gemälde der Königlich Niederländischen Münze[1] die noch nicht fortgeschrittene Elektrifizierung und das Aufsichtswesen während der Prägung. Der Münzmeister sitzt an seinem Schreibpult, unterscheidet sich durch die Farbe der Arbeitskleidung von den Beschäftigten, die Transmission ist erkennbar und es existiert augenscheinlich keine elektrische Beleuchtung.
- Aus technischer Sicht ist Ids Gemälde Buttermühle und Käserei hervorzuheben. Das Gemälde ist die einzige Darstellungen der Funktion und Konstruktion einer durch ein Butterpferd angetriebenen Transmission arbeitenden Buttermühle,

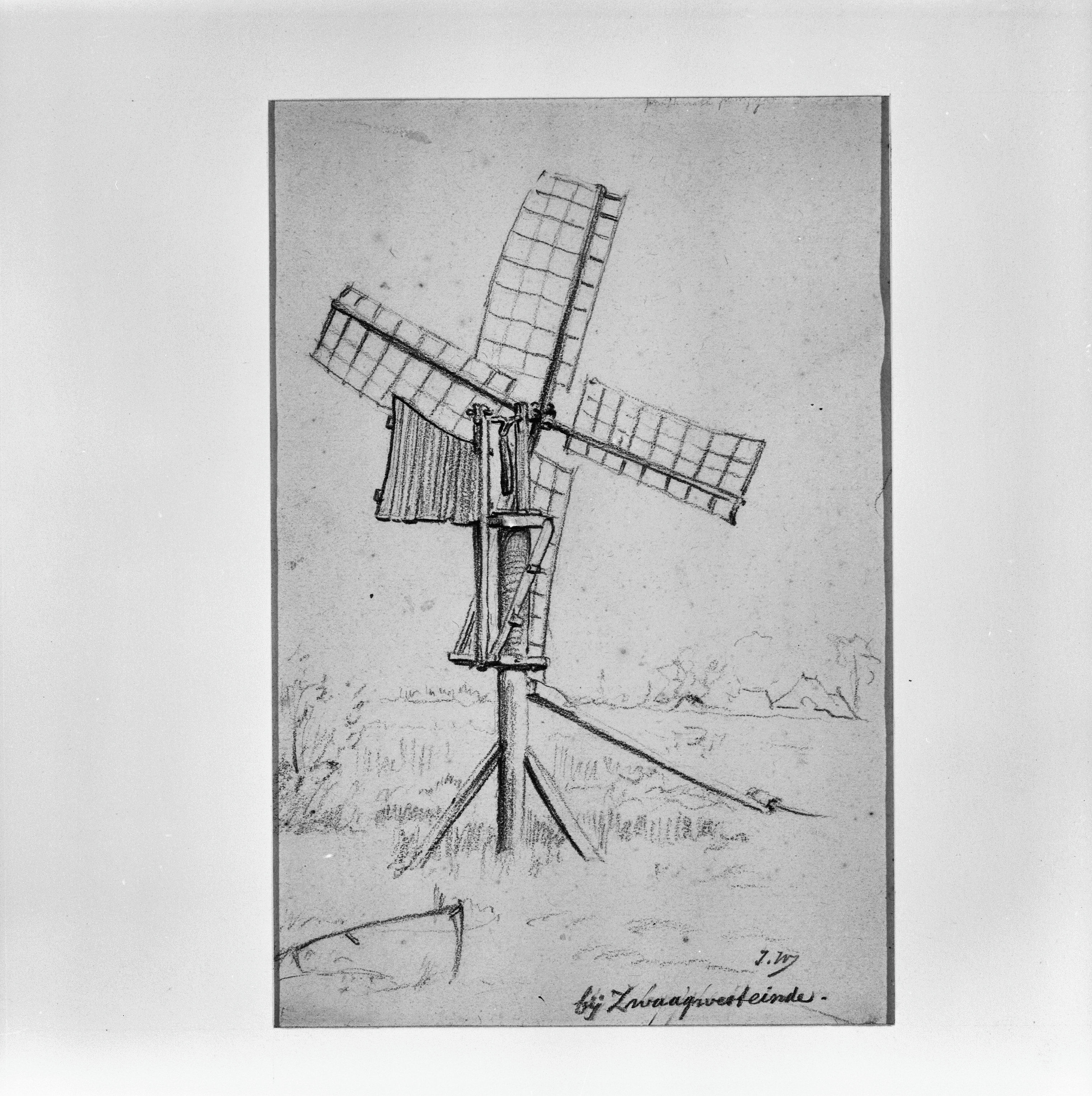
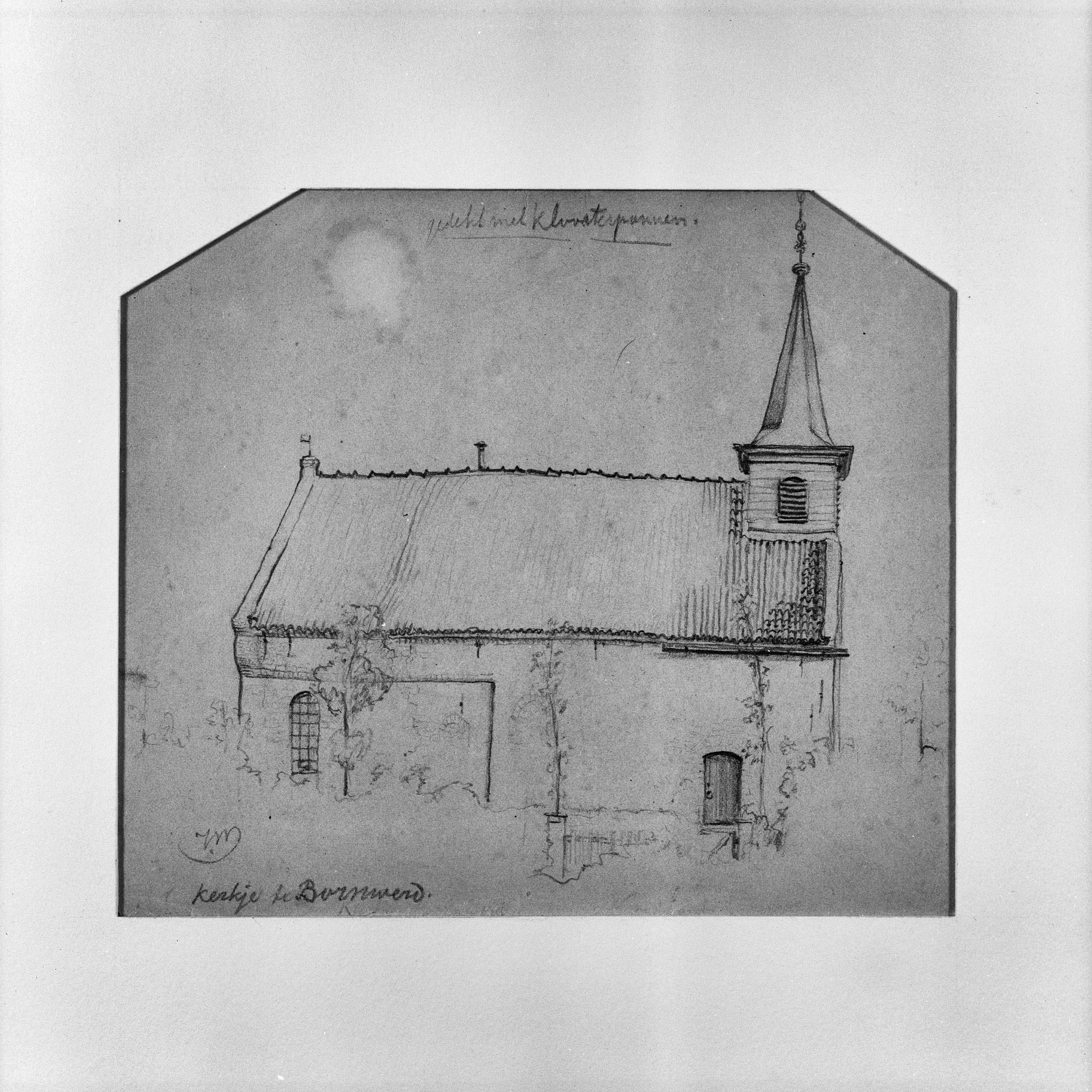
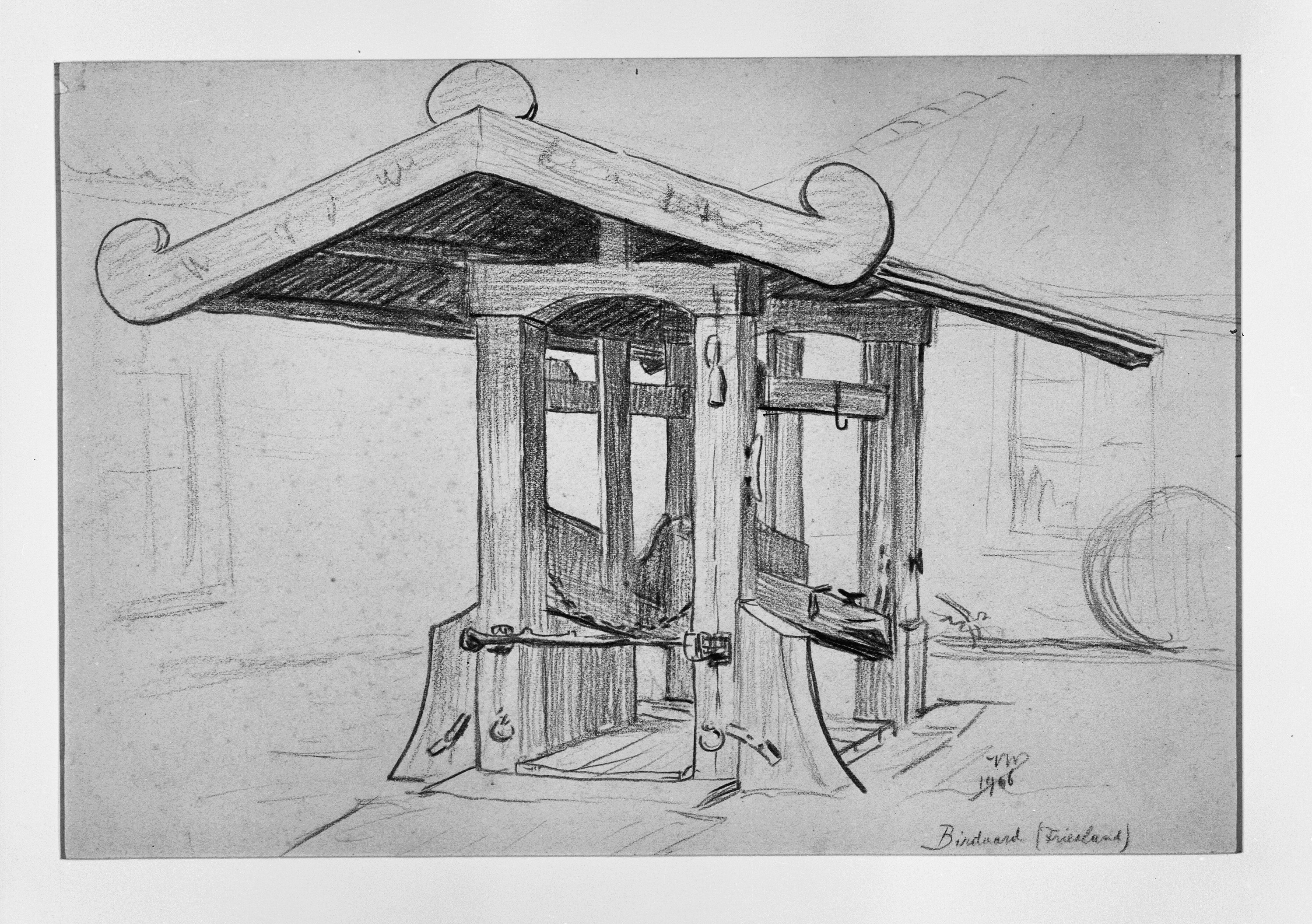
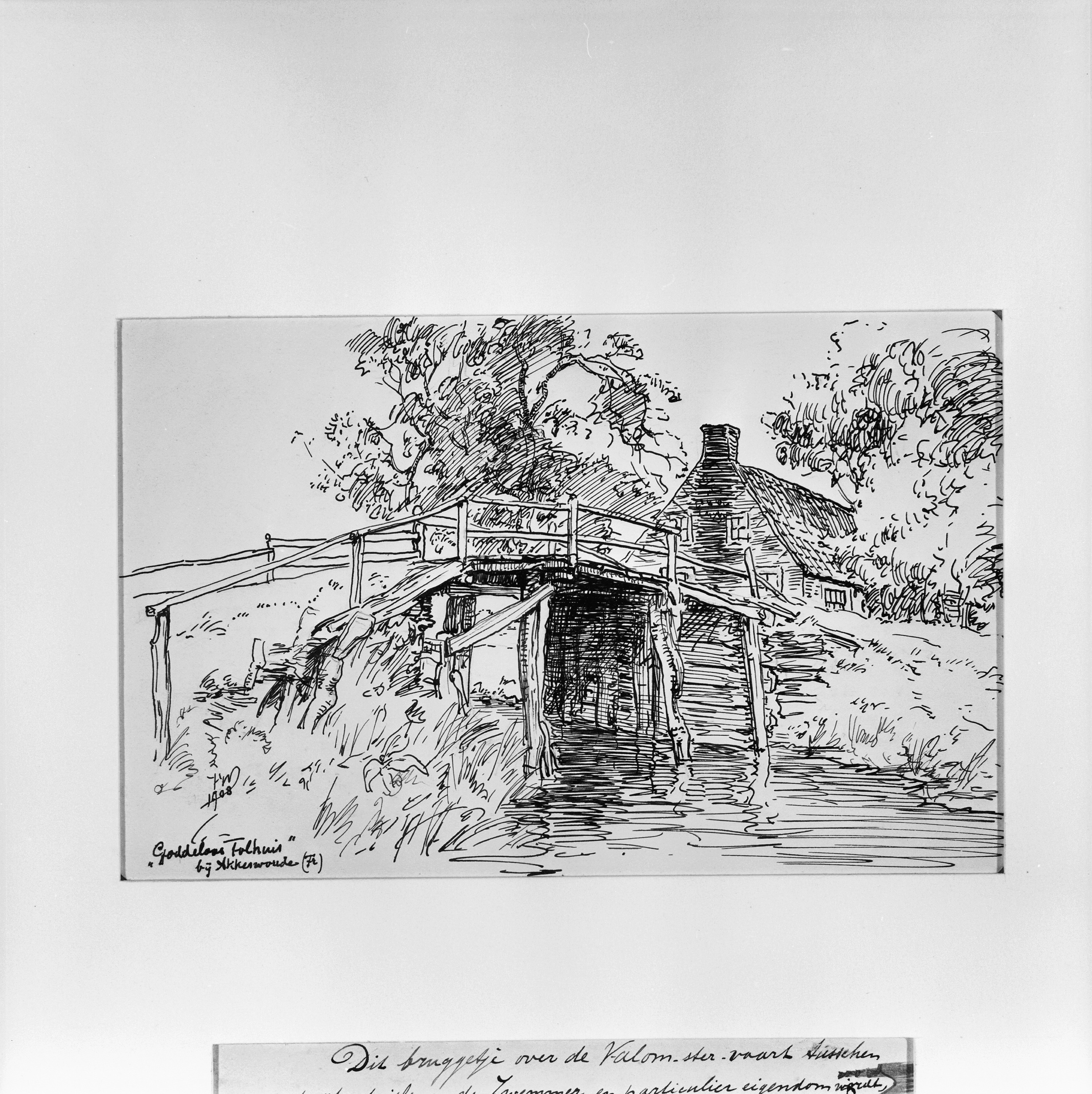

## Werke in öffentlicher Hand
- Drents Museum